# Orlando Fuentes
Orlando E. "Orly" Fuentes (ur. 19 listopada 1974) – amerykański judoka. Olimpijczyk z Atlanty 1996, gdzie zajął trzynaste miejsce w wadze półlekkiej.
Uczestnik mistrzostw świata w 1995 i 2001. Startował w Pucharze Świata w latach 1995–1999, 2001 i 2002. Mistrz panamerykański z 2000; drugi w 2001 roku.

## Letnie Igrzyska Olimpijskie 1996
| Konkurencja | Rundy eliminacyjne       | Rundy eliminacyjne   | Repasaże                    | Klas. końcowa |
| Konkurencja | Przeciwnik I             | Przeciwnik II        | Przeciwnik I                | Miejsce       |
| ----------- | ------------------------ | -------------------- | --------------------------- | ------------- |
| 65 kg       | Siergiej Aszyrow (KAZ) Z | Philip Laats (BEL) P | Giorgi Rewaziszwili (GEO) P | 13.           |